# Fort Sumter

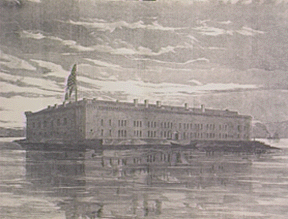
Le fort avant la bataille

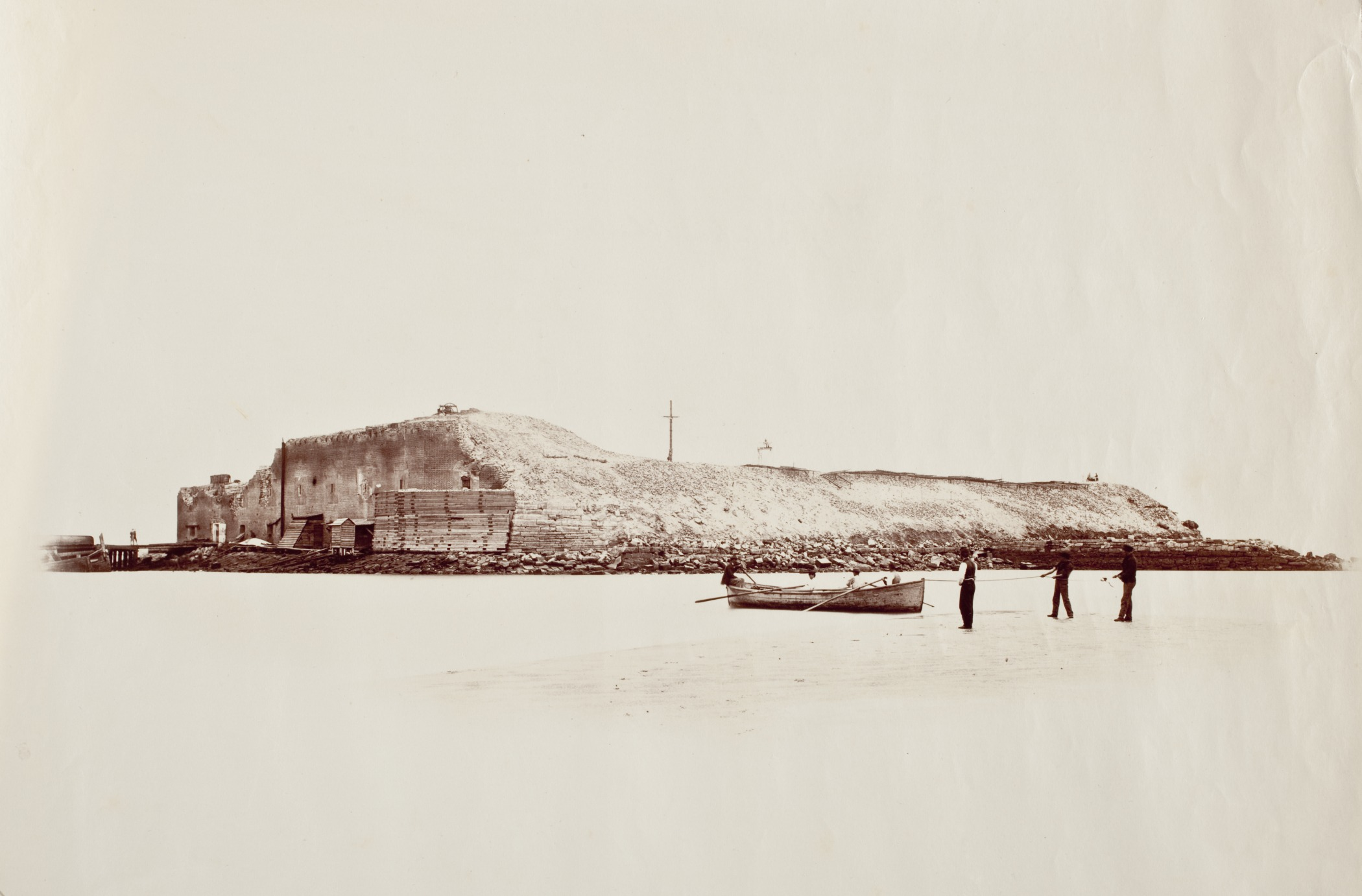
George N. Barnard, Le fort après la bataille, photographie, 1865.

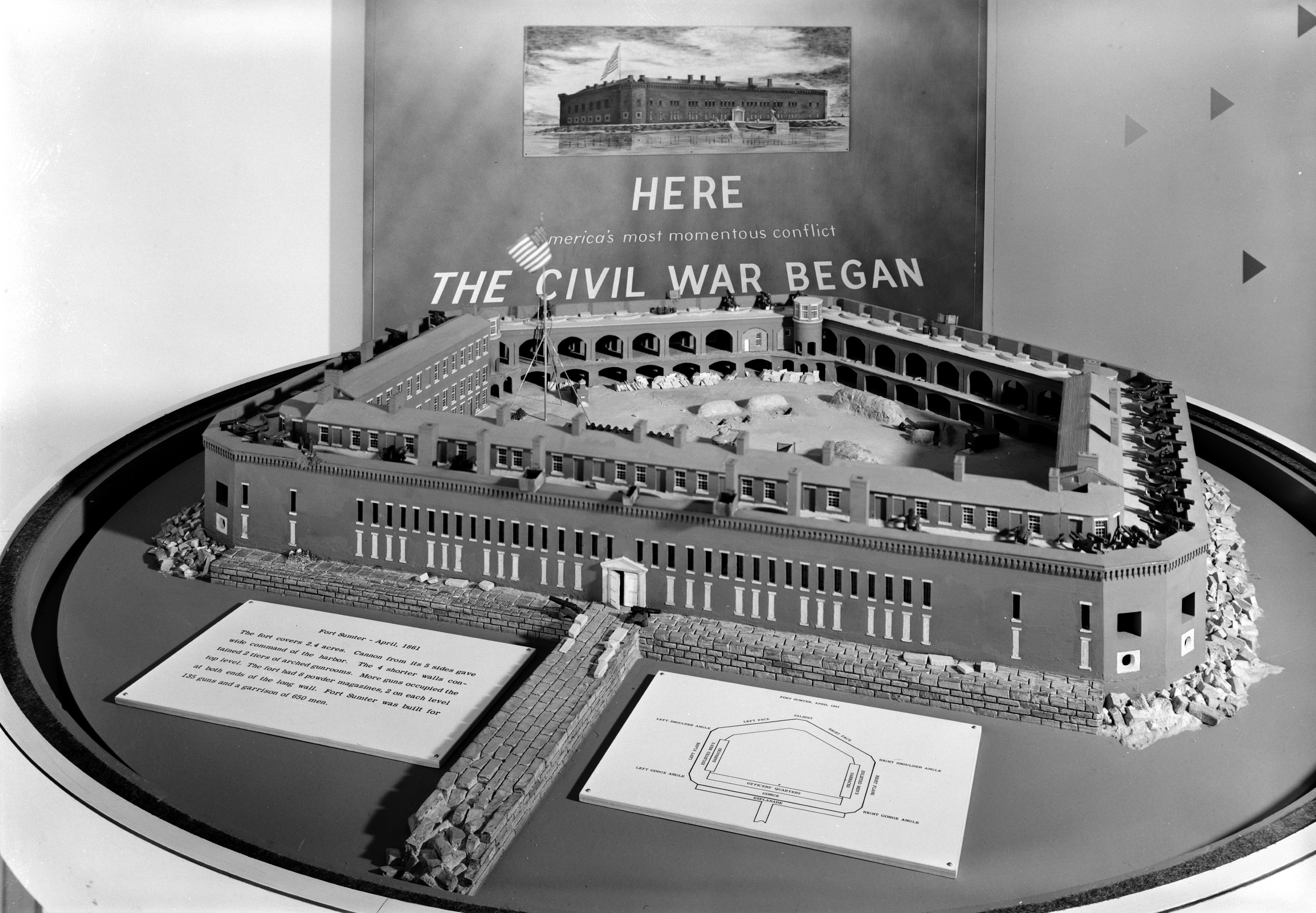
Maquette de Fort Sumter en 1861

Le fort Sumter est un fort situé près du port de Charleston en Caroline du Sud. Il doit son nom au général Thomas Sumter. Il est surtout connu pour les combats qui s'y produisirent lors de la bataille de Fort Sumter et qui déclenchèrent la guerre de Sécession.
La construction de ce fort fut décidée après la guerre de 1812 afin de fortifier la côte sud des États-Unis. La construction commença en 1829, mais n'était pas achevée en 1860, lorsque les combats commencèrent. Elle fut en partie l'œuvre d'esclaves. 70 000 tonnes de granite furent importées de Nouvelle-Angleterre afin de consolider un banc de sable à l'entrée du port de Charleston, que le site domine. Le fort comportait cinq façades (mais n'était pas un pentagone régulier) de briques, longues de 52 à 58 mètres, larges de 1,5 m et s'élevant à 15 m au-dessus des basses mers. Il était conçu pour héberger 650 soldats et 135 canons en 3 rangées, mais cette capacité ne fut jamais atteinte.

## La guerre civile

### Vers la guerre

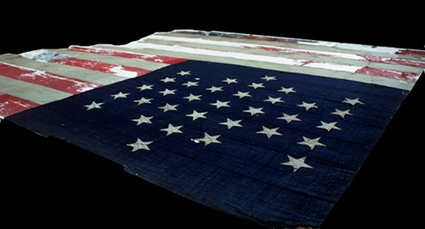
Le drapeau fédéral de fort Sumter de 1861

Le 26 décembre 1860, six jours après la sécession de la Caroline du Sud, le major Robert Anderson de l'U.S. Army abandonna la position indéfendable de Fort Moultrie et déplaça secrètement ses deux compagnies (85 hommes) du 1er régiment d'artillerie US à Fort Sumter.
Le 10 janvier 1861, après l’élection du républicain Abraham Lincoln comme président, Jefferson Davis, après y avoir été réfractaire, se prononce sur le droit à la sécession des états et demande le retrait de la garnison de Fort Sumter.
Au cours des mois suivants, le Général de brigade confédéré P. G. T. Beauregard demanda plusieurs fois la reddition de la garnison de l'armée de l'Union. Toutes ces demandes furent ignorées, mais les tentatives de l'Union de ravitailler et renforcer la garnison furent repoussées.

### La bataille de Fort Sumter

Petit drapeau nordiste utilisé lors de la bataille de Fort Sumter

Le 12 avril 1861, à 4 heures 30, l'artillerie confédérée ouvrit le feu sur le fort, le bombardant pendant 36 heures. La garnison répliqua, mais sans grand effet. Le 13 avril, le fort se rendit et fut évacué. Des témoignages, tel que le fameux journal de Mary Chesnut, décrivent les habitants de Charleston saluant le début de la guerre aux balcons le long de The Battery.
Une décoration militaire spéciale, la médaille de Gillmore, fut donnée à tous les soldats de l'Union présents à Fort Sumter lors de cet affrontement.

### 1863–1865

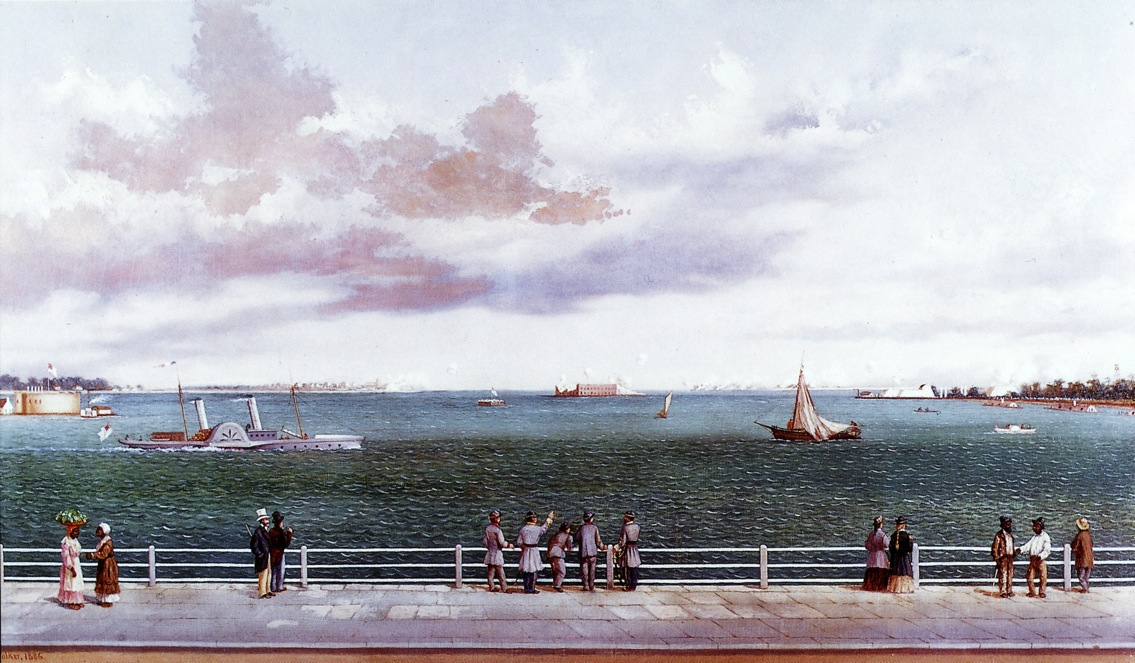
Le Bombardement de Fort Sumter en 1863 par le peintre William Aiken Walker (1839-1921), huile sur toile, Gibbes Museum of Art, Charleston.

Fort Sumter empêche efficacement le blocus du port de Charleston, principal port confédéré sur la côte atlantique. Le reprendre devient une priorité pour la marine fédérale. Cette mission d'importance stratégique est confiée au contre-amiral Samuel F. Du Pont.
Dans l'après-midi du 7 avril 1863, neuf cuirassés échangèrent des tirs avec les batteries confédérées du fort et de sa baie. Le fort fut à peine endommagé, alors que cinq des navires étaient désemparés. L'un, l'USS Keokuk coula le lendemain. Après cet échec, la stratégie fédérale fut modifiée. Du Pont fut remplacé par le contre amiral John A. Dahlgren, qui planifia une opération combinée terre/mer afin de prendre le Fort Wagner, situé sur l'île Morris et d'y détruire le fort depuis là. Les troupes de l'Union, sous le commandement du général de brigade Quincy A. Gilmore y placèrent des canons. La garnison du fort comprenait cinq compagnies du 1e d'artillerie de Caroline du Sud, commandé par le colonel Alfred Rhett. Ceux-ci travaillèrent jour et nuit avec des esclaves afin de fortifier les murs de Fort Sumter avec des monticules de déchets et des balles de foin.
Un barrage d'artillerie fédéral fut lancé le 17 août, avec près de 1 000 obus tirés chaque jour. En une semaine, les murs de briques du fort furent détruits, mais cependant la garnison refusa de se rendre et continua à réparer et renforcer ses défenses. Les canons confédérés de Fort Moultrie et d'autres points d'appui du port les couvraient.
Le 7 septembre 1863, après 58 jours de siège et l'échec de deux assauts terrestres, 740 Sudistes évacuèrent le Fort Wagner, écrasés sous les tirs de l'artillerie fédérale. 

Dès la capture du Fort Wagner, les Nordistes y placèrent leur artillerie qui bombarda aussitôt Charleston et Fort Sumter. 

Bombardé quotidiennement par environ 20 obus, dont les plus gros pesaient 90 kilos, Fort Sumter fut réduit à un amas de ruines.
Le 19 septembre, un autre assaut de l'US Navy échoua une fois de plus, perdant cinq navires et 124 hommes en tentant de prendre le fort. Le bombardement continua par intermittence jusqu'à la fin décembre.
Durant l'été 1864, le général de division John G. Foster remplaça Gillmore comme commandant des opérations terrestres et tenta une fois de plus de prendre le fort. Foster, un membre de la garnison de Anderson de 1861, pensait qu'avec une bonne préparation, il était possible de prendre le fort « à n'importe quel moment ». Cependant, deux mois de bombardement, ne parvinrent pas à déloger la garnison confédérée et Foster abandonna cette méthode. Le fort fut bombardé de temps à autre jusqu'à ce que les troupes du général de division William T. Sherman qui avançaient en direction du nord depuis Savannah (Géorgie), forcèrent les sudistes à évacuer Fort Sumter le 17 février 1865.
On estime que sept millions d'obus d'artillerie furent tirés contre Fort Sumter durant la guerre, et pourtant les confédérés n'eurent que 52 morts et 267 blessés.

## Après la guerre

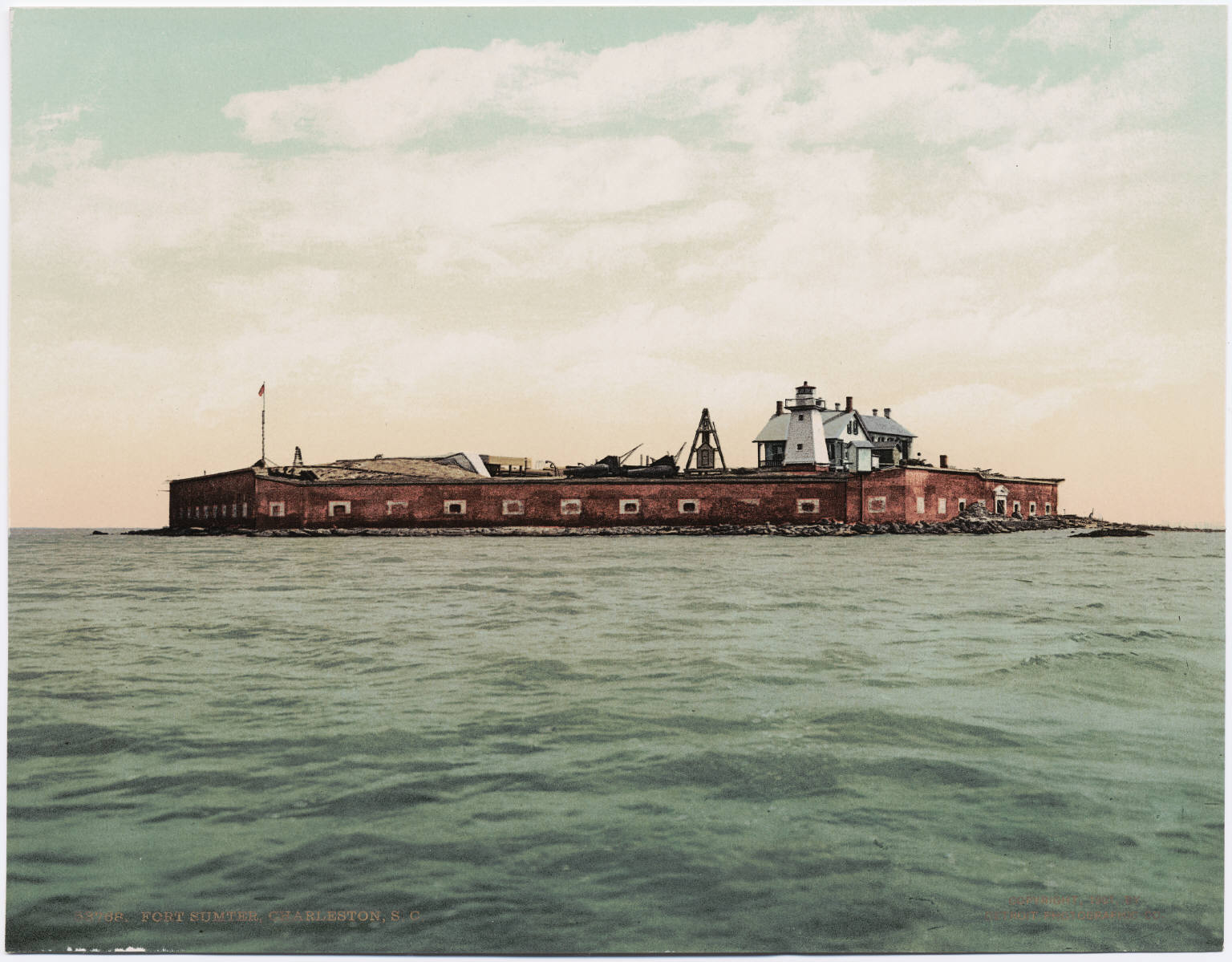
Une photographie du Fort Sumter prise entre 1897 et 1924.

Le fort était en ruine quand le sud se rendit. L'US Army le répara, les murs endommagés furent relevés à une hauteur plus faible et partiellement reconstruits. Onze des emplacements initiaux de tirs pour les canons furent restaurés avec des canons de Parrott de 50 kg.
De 1876 à 1897, Fort Sumter fut utilisé comme phare non occupé. Le déclenchement de la guerre hispano-américaine renouvela l'intérêt de l'armée pour lui et sa reconstruction commença sur les équipements qui avaient subi l'usure du temps. Une nouvelle installation massive de type blockhaus fut construite en 1898 à l'intérieur de l'enceinte originale. Elle fut nommée « Battery Huger » en l'honneur de Benjamin Huger de Charleston. Cependant elle ne subit jamais le feu du combat.
Durant la Première Guerre mondiale, une petite garnison entretint deux canons de 30 mm à Battery Huger. Puis le fort fut de nouveau inutilisé si ce n'est pour le tourisme jusqu'à la Seconde Guerre mondiale. À cette époque, deux canons de DCA de 90mm y furent installés.
Fort Sumter est devenu un monument national américain en 1948. Il a une superficie de 0,95 km2. Aujourd'hui géré par le National Park Service, Fort Sumter est une destination touristique populaire, à 30 minutes par bateau de Charleston.